# 란트콰르트강
란트콰르트강(Landquart)은 스위스 그라우뷘덴주의 강이다. 알파인 라인의 오른쪽 지류이다. 이 강은 두 개의 계류인 페라이나바흐와 페르슈탄클라바흐가 합류하여 형성되며, 둘 다 실브레타 알프스의 빙하에서 발원한다. 이 강은 프레티가우 계곡에서 가장 크고 가장 높은 마을인 클로스터스 마을을 통해 북서쪽으로 흐른다. 그것은 란트콰르트의 마을에 있는 알파인 라인 계곡으로 흘러나간다. 길이는 38 km, 수계 면적은 618 km2이다.

## 같이 보기
- 란트콰르트-다보스 플라츠 철도
- 주니베르크 다리